# Automobiles Vinet
Automobiles Vinet war ein französischer Hersteller von Automobilen und Karosserien.

## Gaston Vinet
Gaston Vinet (* 1870) war ein Erfinder und Unternehmer, der 1896 in Courbevoie Maison G. Vinet zur Herstellung von Automobilkarosserien gründete. Das Unternehmen bestand noch Mitte der 1910er Jahre; nachweisbar ist eine Vinet-Karosserie für einen Bugatti Type 22 von 1913. Vinet patentierte Achsen und Bremsen und erfand 1905 ein Rad mit abnehmbarem Felgenkranz. Das Patent wurde von Michelin erworben und von Renault im Großen Preis von Frankreich 1906 verwendet, was maßgeblich zum Sieg beitrug.
1904 begann Vinet mit Gleitflugzeugen zu experimentieren und ab 1910 baute er mehrere Versuchsflugzeuge mit Motoren verschiedener Hersteller. In seinen Konstruktionen saß der Pilot in einem Käfig unterhalb der Tragflächen, was zu einem niedrigen Schwerpunkt und damit zu einem stabilen Flugverhalten beitrug.

## Unternehmensgeschichte
Das Unternehmen aus Neuilly-sur-Seine begann 1900 mit der Produktion von Automobilen in Neuilly-sur-Seine. Der Markenname lautete Vinet. 1904 endete die Automobilproduktion. Es ist nicht bekannt, wann das Unternehmen aufgelöst wurde.

## Fahrzeuge
Das erste Modell war ein Kleinwagen. Für den Antrieb sorgte ein Einbaumotor von De Dion-Bouton mit 3,5 PS Leistung. Die Motorleistung wurde mittels Riemen an die Hinterachse übertragen. Das Fahrzeug verfügte über einen Rohrrahmen. Das Fahrzeug wog 230 kg, besaß ein Dreiganggetriebe und kam erstmalig im Dezember 1899 zum Verkauf. Die erreichbaren Geschwindigkeiten in den Gängen betrugen: 1. Gang 14 km/h, 2. Gang 30 km/h, 3. Gang 40 km/h.
1902 folgte ein Modell mit einem Zweizylindermotor und 12 PS Leistung sowie das Modell 16/20 CV mit einem Vierzylindermotor. Die Motoren kamen von Aster. Die Motorleistung wurde über Ketten an die Hinterachse übertragen.